# 輪姦
輪姦（英語：gang rape），即輪流強姦，是兩名以上的人（多半至少有三名）用暴力、威脅、恐吓等手段，強迫同一名受害者進行性交的性犯罪，在世界各地都有出現，但其系統化的資訊及統計數字相當的有限。
有研究指出輪姦的加害者及受害者一般比較年輕，而且其失業的比例較高。和一般個別的強姦案件相比，輪姦較常伴隨著酒精或藥物濫用及夜间袭击，較常是嚴重性侵犯的結果，使用武器的比例較高，而被害者也較少抵抗。而另一個研究指出輪姦比個別的強姦案件更暴力，而受害者的抵抗較大，其企圖自殺及接受心理治療的比例也較高。

## 概要
輪姦不分男女，在传统的观念里一般男性是輪姦的施暴者，但某些情况女性也是輪姦的施暴者。加害者多數會使用暴力使受害者被同黨輪姦。

## 各國情形

### 印度
印度曾被認為是「強姦案件比例最高的國家」之一。和其他國家類似，印度的女性地位因宗教因素而社會地位不平等，而一般認為可能低估了強姦案的數量
2012年12月16日一名23歲的女學生在公車上被輪姦，此一事件引發國際的關注，在印度首都德里也有大規模的抗議。其他有報導的轮奸案包括美國觀光團在喜马偕尔邦被三名尼泊爾男子強姦，以及有一起其加害人及受害者屬於不同种姓的輪姦案。
2024年8月9日一名实习医生被强奸后又被掐死，尸体在学校研讨室被发现。此事引起印度全国广泛抗议，预计有30万医生罢工，印度全国非紧急医疗服务全部暂停。

### 美国
美國統計每年有85000起強姦案件，約一萬人中，平均有27.3起強姦案件，平均每6.2分鐘就有一起。美國和其他國家一樣沒有單獨統計輪姦案件，Vogelman和Lewis估計美國的強姦案件約有四分之一是輪姦。另一個資料指出強姦案件中有21.8%是輪姦，一個羅傑威廉姆斯大學的研究針對犯罪資料進行調查，發現美國男性強姦犯中，有16%參與過輪姦案件。另外，在美国强奸率较高的州属分别是佛罗里达州，新墨西哥州，德克萨斯州和加利福尼亚州。

### 巴布亞新幾內亞
在巴布亞新幾內亞的基里维纳群岛，有一個女人强暴男人的傳統节日，名叫甘薯节。在節日中該地的外族男性有可能會被女性輪姦，但對於當地女性而言绝不会影响任何人的感情与婚姻，她們主要是要戲謔、侮辱外族的男性。

## 法律

### 中華民國
中華民國刑法第222條修正前規定有二人以上共同犯之者處無期徒刑或七年以上有期徒刑。

### 中华人民共和国
中华人民共和国刑法236条规定：两人以上轮奸的，可处10年以上有期徒刑、无期徒刑或死刑。

## 著名案例
- 1995年沖繩美軍強姦12歲少女事件
- 1998年黑色五月暴动
- 2013年李冠丰强奸事件。該案因中共官媒使用「輪流發生性關係」一詞代替「輪姦」，引發激烈爭議。[18]
- 2015年费县特大强奸杀人案。該案中新婚孕妇被多人轮奸致死并啃咬掉乳头、捅坏阴部，作案手法极其残忍。
- 2008年香港吉野家輪姦案
- 2012年德里轮奸案
- 各國的性奴事件